# Leuthari II.
Leuthari II. (* wohl vor 630; † nach 643) war ein alamannischer Herzog.
Nach der Chronik Fredegars ließ Leuthari II. im Jahre 643 Otto, den Erzieher des fränkischen Königs Sigibert III., töten und ermöglichte damit Grimoald (643–661/62), das Amt des Hausmeiers am austrasischen Hof zu erlangen. Ob Leuthari II. gleichzeitig mit Herzog Gunzo regierte, und wie weit sich die Grenzen seines Herzogtums erstreckten, entzieht sich der heutigen Kenntnis.